# Tío Caimán / El alma llena de banderas
Tío Caimán / El alma llena de banderas es un sencillo del grupo chileno Quilapayún, lanzado en la República Democrática Alemana en 1975 y que contiene las canciones «Tío Caimán» en el lado A, perteneciente al álbumes de estudio Quilapayún 4 (1970), y «El alma llena de banderas» en el lado B, perteneciente al disco El pueblo unido jamás será vencido de 1975. El primero aparece en varios otros sencillos de principios de la década de 1970.

## Lista de canciones
| Lado A |              |            |                              |          |  |
| N.º    | Título       | Letras     | Escritor(es)                 | Duración |  |
| 1.     | «Tío Caimán» | Quilapayún | Carlos Francisco Chang Marín |          |  |

| Lado B |                             |             |              |          |  |
| N.º    | Título                      | Letras      | Escritor(es) | Duración |  |
| 2.     | «El alma llena de banderas» | Víctor Jara | Víctor Jara  |          |  |

## Créditos
- Ch. Ebets: diseño
- S. Bergemann: fotografía[1]